# Sea Changes
Sea Changes – album muzyczny amerykańskiego pianisty jazzowego Tommy’ego Flanagana nagrany wraz z sekcją rytmiczną (kontrabas, perkusja) podczas dwudniowej sesji 11 i 12 marca 1996 w Clinton Recording Studio, w Nowym Jorku. Album wydany został w 1996 przez japońską firmę Alfa Jazz (ALCB 3907), lecz znany jest raczej tylko CD wydany 22 lipca 1997 przez firmę Evidence.

## Muzycy
- Tommy Flanagan – fortepian
- Peter Washington – kontrabas (1-10)
- Lewis Nash – perkusja (1-10)

## Lista utworów
| 1.  | "Sea Changes" (Tommy Flanagan)                                        | 6:30    |
|     |                                                                       |         |
| 2.  | "Verdandi" (Tommy Flanagan)                                           | 4:23    |
|     |                                                                       |         |
| 3.  | "Delarna" (Tommy Flanagan)                                            | 4:58    |
|     |                                                                       |         |
| 4.  | "Eclypso" (Tommy Flanagan)                                            | 7:05    |
|     |                                                                       |         |
| 5.  | "How Deep Is The Ocean?" (Irving Berlin)                              | 6:38    |
|     |                                                                       |         |
| 6.  | "C.C. Rider" (Ma Rainey)                                              | 4:42    |
|     |                                                                       |         |
| 7.  | "Between The Devil And The Deep Blue Sea" (Harold Arlen, Ted Koehler) | 6:45    |
|     |                                                                       |         |
| 8.  | "Beat's Up" (Tommy Flanagan)                                          | 5:30    |
|     |                                                                       |         |
| 9.  | "I Cover The Waterfront" (Jonny Green, Edward Heyman)                 | 6:09    |
|     |                                                                       |         |
| 10. | "Relaxin' At Camarillo" (Charlie Parker)                              | 5:14    |
|     |                                                                       |         |
| 11. | "Dear Old Stockholm" (trad.) piano solo                               | 4:52    |
|     |                                                                       |         |
|     |                                                                       | 1:02:46 |
|     |                                                                       |         |

## Informacje uzupełniające
- Produkcja – Kyoko Aikawa, Diana Flanagan, Todd Barkan, Satoshi Hirano
- Inżynier dźwięku – Jim Anderson
- Asystent inżyniera – Robert Friedrich
- Zdjęcia – John Abbott
- Dyrekcja artystyczna – Masakazu Hirao
- Tekst wkładki do płyty – Todd Barkan
- Łączny czas nagrań – 62:46